# Miguel Gazzera
Miguel José Gazzera (San Francisco (Córdoba), Argentina, 22 de mayo de 1922 - Buenos Aires, Argentina, 9 de septiembre de 2011), Fue un sindicalista argentino. Como miembro del Sindicato de Fideeros (hoy STIPA), fue uno de los sindicalistas que negociaron el cese a la intervención de la Confederación General del Trabajo de la República Argentina durante la dictadura cívico-militar autodenominada Revolución Libertadora (Argentina). Conforma en 1957 las 62 Organizaciones Peronistas y se vuelve un confidente y consejero de Juan Domingo Perón durante sus los años de exilio. Se convierte así en uno de los pilares fundamentales para la vuelta de Perón al país. Casado con Yolanda Ginocchio, sus hijos Carlos Alberto Gazzera y Graciela Mónica Gazzera. Nietos: Daniel Orce, Lorena Johana Orce, Florencia Natalia Orce, Martín Gazzera, Romina Gazzera y Lucas Gazzera.

## Biografía
Miguel Gazzera nació en San Francisco (Córdoba) el 22 de mayo de 1922, siendo el menor de cinco hermanos. A los 13 años se inició en el mundo laboral, trabajando por escasos meses en una fábrica de sillas, para luego incorporarse a un complejo industrial dedicado a la elaboración de pastas alimenticias del que su padre formó parte. Comenzó su actividad sindical en el año 1942, luego de finalizar el servicio militar en la misma localidad donde nació. A los 24 años organizó una huelga el 4 de enero de 1946, cuando la legislación social implementada por el gobierno peronista era negada en su aplicación por Tampieri (entonces la fábrica más importante del país que contaba con 1780 trabajadores). El mismo patrón del que su abuelo fuera socio, y quien le ofreciera un trabajo en la fábrica que no le demandara mayores sacrificios. Pero Gazzera no aceptó y participó activamente del conflicto. Cuando regresa a la fábrica decide cambiar de sección y desempeñarse como peón. A partir de allí conforma junto a Rafael Ginocchio y otros compañeros el gremio de fideeros. En 1948, Rafael lo lleva a Buenos Aires para cubrir un puesto en el gremio. Allí conoce a la hija de este, Yolanda, quien será su futura esposa y madre de sus dos hijos.
El 22 de diciembre de 1955, luego del golpe de Estado contra Perón, sería encarcelado y pasaría por distintos penales. En uno de ellos compartiría una celda con John William Cooke. Primero estuvo detenido en la comisaría décima, luego fue trasladado a la penitenciaría de Avenida Las Heras, de ahí a Esquel, y después a Tierra del Fuego. Dos años después, el 23 de diciembre de 1957 sería liberado. 
El 30 de noviembre de 1960, en Rosario, en el Regimiento 11 de Infantería, participó, junto a su compañero Dardo Cabo, de un movimiento cívico-militar que tenía como fin crear las condiciones para la vuelta de Perón. Fue uno de los fundadores de las 62 organizaciones y luego se convirtió en uno de sus ideólogos. Durante muchos años fue responsable de dirigir el Sindicato de Trabajadores de la Industria de Pastas Alimenticias y compartió la lucha sindical y política con Amado Olmos y con Augusto Timoteo Vandor. En 1962 fue también director del diario Descartes (pseudónimo elegido por el general Perón cuando escribía en Democracia), diario peronista de la resistencia y órgano de difusión de las 62 Organizaciones, un periódico de 18 números (de febrero de 1962 a octubre del mismo año) destinado a promover la candidatura de Andrés Framini como gobernador de Buenos Aires y que a nivel latinoamericano manifestaba su apoyo a Cuba. 
Cuenta Antonio Cafiero que Perón lo tuvo entre sus mejores confidentes. Miguel Gazzera fue Secretario General del Consejo Coordinador Argentino Sindical (CCAS) y Miembro del Comité Ejecutivo de la CLAT, Central Latinoamericana de Trabajadores, organizaciones que, además de participar de las luchas del movimiento sindical nacional y latinoamericano, promovieron la formación, capacitación y organización de cientos de nuevos cuadros sindicales que se sumaron a la lucha laboral y social de los trabajadores y de los pueblos de toda América. Fue también el impulsor de importantes proyectos de organización de los trabajadores de la educación de la región. Fue amigo del sindicalista Augusto Timoteo Vandor hasta que “El Lobo” decidió enfrentarse a Perón y, desde los `70, se relacionó con el sindicalismo socialcristiano latinoamericanista representado por la CLAT, siendo su referente en el país. Según una publicación de la revista Cristianismo y Revolución era considerado como un delegado con actuaciones destacadas dentro del gremialismo combativo. También estuvo presente junto a Arturo Jauretche, Carlos Múgica, Hernán Benítez, entre otros; en el funeral de dos de los fundadores de Montoneros: Fernando Abal Medina y Carlos Ramus en la localidad de William Morris, actualmente partido de Hurlingham. También fue columnista de gremiales del Diario Noticias, perteneciente a Montoneros, en 1973.  
Escribió diversos libros entre ellos 17 de octubre: Evolución del Movimiento Social; Peronismo: Autocríticas y perspectivas en coautoría con Norberto Ceresole; y Peronismo: Reforma o revolución, también en coautoría con Ceresole y con Carlos Mastrorilli. Condujo espacios radiales, entre ellos Radio El Mundo, junto a Bernardo Neustadt desde mediados de 1974 hasta 1975, y televisivos en Canal 7, junto a Mariano Grondona, en 1972. Fue columnista de La Orden del Sol, Revista Continental de Política y Economía dirigida por Norberto Ceresole en los años 70. Fue columnista de la Revista Extra, dirigida por Bernardo Neustadt, y escribió panoramas económicos, sindicales y de política nacional e internacional para la Agencia TELAM. Dirigió y escribió todas las editoriales de la revista Horizonte Sindical, publicación del Consejo Coordinador Argentino Sindical, publicación del Consejo Coordinador Argentino Sindical, entre 1980 y 1991. Perteneció al personal de la Revista La Tiza, publicación del Sindicato Argentino de Docentes Privados, desde 1992 hasta su deceso. Próximo a cumplir los 70 años se recibió de psicólogo social en la Escuela Privada de Psicología Social Pichón Reviere en 1991. 
Gazzera se destacó por su capacidad de síntesis reflexiva y claridad expositora respecto del peronismo y la realidad. Es recordado por sindicalistas, periodistas e historiadores como un hombre no solo de acción, sino también de reflexión. Toda su vida renegó de cargos públicos. 
Miguel “era coherente, de una gran lucidez conceptual y hasta practicaba yoga. Fue un filósofo oriental con sentido nacional“(Horacio Ghilini).